# Феликс Земдегс
Феликс Земдегс (на английски: Feliks Zemdegs) е австралийски спийдкюбър.
Той е четирикратен световен шампион, шестократен световен рекордьор в реденото на кубчето на Рубик 3×3×3.

## Биография
Фамилията му е латвийска, а баба му и дядо му от майчина страна са от Литва. Земдегс купува първото си кубче за бързо редене през април 2008, вдъхновен от спийдсолвинг видеа и уроци в Ютюб. Първият му неофициален среден рекорд е 19,73 секунди на 14 юни 2008 година. Използва CFOP метода за нареждането на 3×3×3, Яу метода за 4×4×4, CLL метода за 2×2×2 и Редукционния метод за 5×5×5 чрез 7×7×7.
Земдегс печели на първото си състезанието за 3×3×3 в Нова Зеландия на 18 юли 2009 със средно от 13,74 секунди във финалния рунд. Печели също така 2×2×2, 4×4×4, 5×5×5, 3×3×3 със завързани очи (blindfolded) и 3×3×3 с една ръка (OH).